# Alba (okręg Tulcza)
Alba – wieś w Rumunii, w okręgu Tulcza, w gminie Izvoraele. W 2011 roku liczyła 252 mieszkańców.